# Władysław Nehrebecki
Władysław Nehrebecki (Boryslaw, 14. lipnja 1923. – Katowice, 28. prosinca 1978.) bio je poljski animator i redatelj, jedan od pionira poljske animacije. Najpoznatiji je po crtanome filmu Bolek i Lolek koji je napravio 1963. Godine.

## Životopis
Rodio se 1923. godine u Borysławu u Poljskoj (danas je to Boryslav u Ukrajini). Radio je za Studio Filmów Rysunkowych (Studio za crtani film). Bio je predsjednikom studija od 1961. do 1963.
Svjetski popularan serijal Bolek i Lolek, čiji su glavni junaci bili zasnovani na njegovim sinovima, napravio je 1963. godine. Crtani je bio toliko popularan da je sa svojim kolegom Stanislawom Dülzom napravio dugometražni animirani film Veliko putovanje Boleka i Loleka 1977. godine u kojem se pojavljivaju likovi Boleka i Loleka.
Preminuo je u 28. prosinca 1978. Godine. Ukopan je u Bielsko-Białi sa svojom ženom Maryjom. Njegov Grob prikazuje Boleka i Loleka.